# Chitarra folk
La chitarra folk, o chitarra acustica a corde metalliche (e a tavola piatta, o flat-top) è uno strumento musicale solitamente usato nell'esecuzione di brani di musica moderna, blues, folk, rock e, in genere, di musica leggera. Il nome indica numerose forme di chitarre con caratteristiche di suono e maneggevolezza molto diverse adatte ai vari stili d'uso e al genere musicale da suonare.
Come per ogni chitarra, la chitarra folk si può suonare in modi diversi: con la mano, con il plettro (per l'accompagnamento e per l'arpeggio), o anche con le singole dita, per arpeggiare, stile denominato fingerpicking o fingerstyle.
Generalmente le corde sono di acciaio e bronzo, o di nylon (raramente in seta) rivestito di acciaio, e di vari spessori, per ottenere un suono deciso con bassi profondi e ricco di armoniche.
La chitarra folk è, come la chitarra classica e alcuni modelli di chitarra archtop, un tipo di chitarra acustica, il cui timbro è cioè prodotto dalla semplice rifrazione acustica, senza dunque l'ausilio di amplificatori a corrente elettrica. Nell'uso italiano, tuttavia, il termine "chitarra acustica" viene spesso e impropriamente usato per indicare la sola chitarra folk, essendo questo il tipo di chitarra acustica usato più spesso nella musica leggera, con esclusione in particolare della chitarra classica, che è invece legittimamente definibile come "chitarra acustica con corde di nylon".

## Come è fatta
Sostanzialmente una chitarra folk è composta da due parti principali:
- il manico, su cui si trova la tastiera, e che termina con la paletta, che ospita le meccaniche per l'accordatura. Generalmente, rispetto alla chitarra classica, il manico di chitarra folk è leggermente più bombato e stretto, sia all'altezza del capotasto sia all'attacco sulla cassa;
- la cassa di risonanza, fatta da un piano intero piatto detto "fondo", un contorno creato generalmente da due fasce piegate con due curve ciascuna dette appunto "fasce", ed un piano superiore detto tavola armonica o "top" con una buca centrale. Sulla cassa si trova anche il ponte, su cui le corde vengono fissate, generalmente infilandone il capo all'interno della cassa e fissandole con un tassellino di legno, osso o altro materiale detto "pin".

Il principio su cui si basa è che le vibrazioni delle corde risuonano all'interno della cassa subendo diverse alterazioni fisiche a seconda delle curvature delle fasce, profondità e altre caratteristiche specifiche della chitarra. Il suono viene quindi prodotto dalla vibrazione del top e dalla fuoriuscita delle onde dalla buca centrale.
Come regola molto generale il fondo e le fasce devono garantire una massima stabilità della chitarra in modo da non assorbire le vibrazioni ma rimandarle tutte sul top o al di fuori della buca. Il top, al contrario, deve assorbire e riflettere le vibrazioni.
Il fondo e il frontale di una chitarra acustica sono costituiti da un'unica tavola di legno, divisa in due lungo lo spessore e incollate una di seguito all'altra a creare una lastra unica ampia e sottile. Entrambe le lastre devono essere molto resistenti e necessitano quindi di un rinforzo. Tale rinforzo, però, non deve interferire nel movimento naturale delle onde sonore all'interno della cassa né può limitare la naturale flessibilità della tavola armonica. Quest'ultima infatti deve essere molto resistente, per resistere alla forza esercitata delle corde di metallo, ma anche molto flessibile per permettere la risonanza.

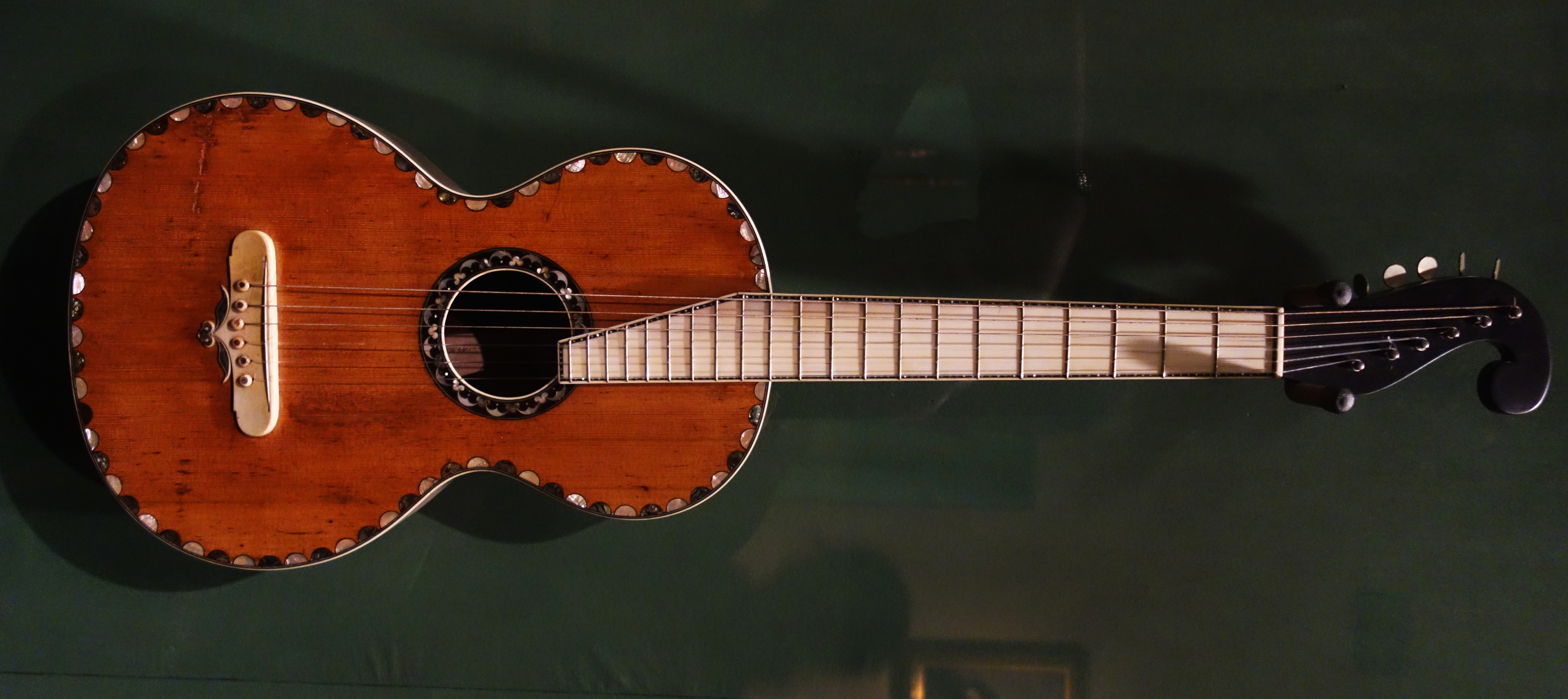
Chitarra di Christian Frederick Martin del 1838

Le lastre sono tenute insieme da centine di legno (dette anche "catene"). Il legno, la forma e la disposizione delle centine caratterizzano fortemente il suono di una chitarra acustica. Fra i sistemi più utilizzati c'è quello per cui le centine sono intagliate verso le estremità (detto in inglese scalloped, da scallop, per la forma che ricorda la conchiglia di un pettine) ideato verso la fine dell'Ottocento dalla Martin. Questo metodo è stato poi ripreso da quasi tutti i produttori di chitarre.
È anche la forma della cassa armonica che differenzia i vari tipi di chitarra folk, e ne caratterizza il suono:
- Le casse più grandi delle chitarre folk, generalmente le forme chiamate Dreadnought o jumbo, sono adatte soprattutto all'accompagnamento, perché hanno un suono più caldo, ricco di bassi grazie anche alle maggiori dimensioni della bombatura terminale della chitarra ed un più alto volume grazie alla maggiore profondità della cassa.
- Le chitarre con la cassa meno profonda e con la curvatura anteriore più ampia, come la concerto e la granconcerto sono invece più adatte all'arpeggio, meglio chiamato fingerstyle o fingerpicking in quanto hanno un maggiore bilanciamento fra toni alti, medi e bassi.
- La profondità della cassa, che è determinante per il volume ma determina anche altre caratteristiche del suono, viene generalmente indicata con una numerazione di zeri, in cui la 00 è più profonda della 000 la quale è più profonda della 0000. Quest'ultima è piuttosto rara e le chitarre da concerto sono in genere doppio o triplo zero.

Di tutti i tipi di chitarra folk esistono versioni con spalla mancante (cutaway), per consentire un migliore accesso ai tasti delle note più alte, e versioni elettrificate per amplificare il suono direttamente senza l'ausilio di microfono esterno.

### I legni
Molto del suono di una chitarra acustica è dato dal legno utilizzato per la cassa di risonanza. Il legno del fondo e dei fianchi è generalmente differente da quello utilizzato per la lamina frontale in quanto il suono della chitarra sfrutta le diverse caratteristiche dei diversi legni.

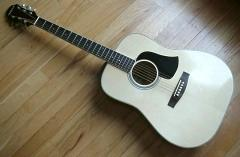
Una chitarra acustica di forma Dreadnought

Il palissandro ed il mogano sono i legni più usati per fondo e le fasce. Una chitarra in palissandro ha un suono con bassi caldi e profondi e acuti squillanti e forti dando un suono potente e ricco di armonici. Una chitarra in mogano è caratterizzata dall'avere gli estremi alti e bassi meno accentuati ma una notevole ricchezza di toni medi risultando in un suono più secco e squillante.
Il legno storicamente considerato migliore per il fondo e i fianchi è il palissandro brasiliano (ricavato dall'albero Dalbergia nigra); da quando però questa specie è stata inserita nella lista delle specie protette dalla Convenzione CITES, che ne regolamenta il commercio internazionale, la produzione di chitarre ha dovuto cercare alternative, optando per ora per il palissandro indiano (dall'albero Dalbergia latifolia). Ciò ha causato un forte aumento dei prezzi delle chitarre usate in palissandro brasiliano e delle poche nuove costruite con regolare certificazione CITES.
Oltre a questi due tipi di legni, per fondo e fasce molto usato è anche l'acero, dal tipico suono ricco di toni acuti, caratteristico sulle chitarre acustiche jumbo, proprio per controbilanciare la massiccia presenza di bassi su quel tipo di strumenti.
Fra i legni più "esotici" al momento viene utilizzato il Koa (dall'albero Acacia koa), il quale ha le caratteristiche di brillantezza dell'acero ma è un legno che continua a migliorare in maniera particolare con gli anni. Si dice che una chitarra in koa cresca insieme al suo chitarrista ed inizi a dare il meglio di sé dopo circa vent'anni. Di contro la specie è endemica delle Hawaii, dove è limitata alle zone di montagna, spesso su territori privati. Le aziende costruttrici di chitarre, quindi, in genere aspettano che un proprietario decida di vendere un albero per mettersi in pensione o per mandare i figli al college.
A causa anche della difficoltà di reperire il legname, le aziende produttrici sperimentano molto nuovi tipi di legname. Ultimamente sono stati trovati l'ovangkol (dalla specie Guibourtia ehie) e il sapele (dalla specie Entandrophragma cylindricum) che per quanto riguarda la costruzione di chitarre condividono le caratteristiche sonore e di lavorazione, rispettivamente, del palissandro e del mogano, ma da un punto di vista della reperibilità e dei costi sono particolarmente vantaggiosi in quanto le specie possono venire riprodotte in vivai.
Il legno più usato per la tavola armonica (o top) viene da diverse specie di abeti, fra cui la specie italiana Picea abies o abete rosso. La caratteristica principale del legno di abete per la chitarra è quella di riuscire a vibrare nella giusta maniera per "amplificare" il suono della cassa in maniera equilibrata. L'abete più utilizzato è il tipo "sitka" (Picea sitchensis) molto adatto ad un utilizzo ritmico e dalla risposta più potente. Si fa strada anche il tipo engelmann (Picea engelmannii) più leggero e più adatto ad un tocco morbido. Oltre all'abete, viene utilizzato come legno standard per il "top" il cedro, più caldo e adatto al tocco leggero, e sul mercato si trovano ormai diverse chitarre con top in mogano, dal suono più asciutto.
Queste considerazioni sulla diversità di suono dei diversi legni valgono allorquando la cassa armonica sia costruita in legno massello. Generalmente, tuttavia, la maggioranza delle chitarre che si trovano sul mercato non sono fatte interamente di legno massiccio: specialmente il fondo e le fasce sono infatti molto spesso in laminato. La tavola armonica è invece la parte considerata più importante, e dunque più raramente è fatta in laminato. Sui cataloghi di tutti i marchi, l'uso di legno massello (solid in inglese) viene esplicitamente indicato.